# Mesostigmatales
Mesostigmatales är en ordning av alger som beskrevs av Caval.-Sm. Enligt Catalogue of Life ingår Mesostigmatales i klassen Mesostigmatophyceae, divisionen grönalger, kransalger m.fl. och riket växter, men enligt Dyntaxa är tillhörigheten istället klassen Mesostigmatophyceae, divisionen Streptophyta och riket växter.
Ordningen innehåller bara familjen Mesostigmataceae.